# Вілліс Фуртаду
Вілліс Алвеш Фуртаду (порт. Willis Alvés Furtado / фр. Willis Alvés Furtado; нар. 4 вересня 1997, Іврі-сюр-Сен, Франція) — французький та кабовердійський футболіст, вінгер норвезького клубу «Єрв» та національної збірної Кабо-Верде.

## Клубна кар'єра
Народився в Іврі-сюр-Сен. Футбольну кар'єру розпочав 2015 року в «Іврі». У футболці «Іврі» дебютував 23 квітня 2016 року в переможному (1:0) домашньому поєдинку 19-го туру Національного чемпіонату 3 проти другої команди «Валенс'єна». Вілліс вийшов на поле на 90+2-й хвилині Ольвена Кудро. Першим голом у дорослому футболі відзначився 4 червня 2016 року на 61-й хвилині переможного (2:1) домашнього поєдинку Національного чемпіонату 3 проти «Гран-Сінте». Фуртаду вийшов на поле в стартовому складі, а на 85-й хвилині його замінив Бубакар Діара. У складі «Іврі» зіграв 2 матчі та відзначився 1-м голом. З 2016 по 2018 рік виступав за шотландські клуби «Стенхаузмур», «Ейрдріоніанс» та «Рейт Роверз». Потім переїхав до єгипетського клубу «Маср». 22 вересня 2020 року дебютував у складі «Масра» у переможному (3:0) поєдинку єгипетської Прем’єр-ліги проти «Ель-Ентаґ Ель-Харбі». Єдиним голом за «Маср» відзначився 11 вересня 2020 року на 54-й хвилині (реалізував пенальті) переможного (2:2) домашньому поєдинку 26-го туру Прем'єр-ліги Єгипту проти александрійського «Аль-Іттіхада». Вілліс вийшов на поле в стартовому складі, а на 74-й хвилині його замінив Реда ель-Віши. У складі «Масра» провів один сезон, за цей час в еліті єгипетського футболу зіграв 28 матчів та відзначився 1-м голом.
На початку січня 2021 року став гравцем норвезького клубу «Єрв». У футболці нового клубу дебютував 15 травня 2021 року в нічийному (1:1) домашньому поєдинку 1-го туру Першого дивізіону України проти КФУМа. Фуртаду вийшов на поле в стартовому складі та відіграв увесь матч, а на 45-й хвилині отримав жовту картку. Першим голом за «Єрв» відзначився 27 червня 2021 року на 63-й хвилині переможного (2:0) виїзного поєдинку 8-го туру Першого дивізіону Норвеії проти «Саннес Ульфа». Вілліс вийшов на поле в стартовому складі та відіграв увесь матч. За підсумками сезону 2021 року допоміг команді виборити путівку до Елітесеріена.

## Кар'єра в збірній
Народився у Франції в родині вихідців з Кабо-Верде. У жовтні 2020 року отримав виклик до національної збірної Кабо-Верде на товариські матчі. Дебютував за збірну Кабо-Верде 7 жовтня 2020 року в переможному (2:1) товариському поєдинку проти Андорри.
Потрапив до списку гравців, які поїхали на Кубок африканських націй 2021 року.

## Статистика виступів

### У збірній
| Дата       | Місто            | Господарі  | Результат | Гості      | Турнір                                  | Голи | Примітки |
| ---------- | ---------------- | ---------- | --------- | ---------- | --------------------------------------- | ---- | -------- |
| 7-10-2020  | Андорра-ла-Велья | Андорра    | 1 – 2     | Кабо-Верде | товариський матч                        | -    | 66'      |
| 10-10-2020 | Фару             | Кабо-Верде | 1 – 2     | Гвінея     | товариський матч                        | -    | 67'      |
| 12-11-2020 | Прая             | Кабо-Верде | 0 – 0     | Руанда     | Відбір до Кубка африканських націй 2021 | -    | 57'      |
| 17-11-2020 | Кігалі           | Руанда     | 0 – 0     | Кабо-Верде | Відбір до Кубка африканських націй 2021 | -    | 46'      |
| 30-3-2021  | Мапуту           | Мозамбік   | 0 – 1     | Кабо-Верде | Відбір до Кубка африканських націй 2021 | -    | 91'      |
| Усього     |                  | Матчів     | 5         |            | Голів                                   | 0    |          |